# Clive (Alberta)
Clive es un pueblo canadiense situado en la provincia de Alberta.

## Superficie
Clive tiene una superficie de 2,17 km².

## Demografía
En 2021, tenía 775 habitantes, una densidad poblacional de 357,2 hab./km², y 321 viviendas.